# Charlie angyalai (televíziós sorozat, 1976)
A Charlie angyalai (eredeti cím: Charlie's Angels) eredetileg 1976–1981 között az Amerikai Egyesült Államokban bemutatott, öt évadból 
és összesen 115 részből álló, amerikai bűnügyi tévésorozat. A Magyar Televízió többször is műsorára tűzte, az első három évadot DVD-n is kiadták.

## Cselekmény
A három rendőrakadémiát végzett nő, Sabrina Duncan (Kate Jackson), Jill Munroe (Farrah Fawcett), valamint Kelly Garrett (Jaclyn Smith) a Charles Townsend Ügynökség Los Angeles-i irodájának magánnyomozóiként dolgoznak. A gazdag, titokzatos főnök Charlie, akivel személyesen soha nem találkoznak, ehelyett megbízásait egy hangszórón keresztül adja nekik. Később új angyalok pótolják a távozókat, így Kris Munroe (Cheryl Ladd), Tiffany Welles (Shelley Hack) és Julie Rogers (Tanya Roberts) is csatlakozik a csapathoz. Az ügyek megoldásában a mindenkori három „angyalt” John Bosley (David Doyle), a Nyomozó Iroda főnöke segíti.

## Érdekességek
- Charlie hangját az eredeti angol nyelvű verzióban John Forsythe kölcsönzi.
- A forgatókönyv koncepciója eredetileg Kate Jackson színésznőre íródott, aztán még két kolleginájára kibővítették a történeteket.
- A sorozat sikere nemcsak a forgatókönyv eredetiségének, hanem a három vezető hölgy közreműködésének is köszönhető, akik valamiképpen a stílus, a divat, és a smink tekintetében mintái lettek az 1970-es éveknek.
- Egy szezon után Farrah Fawcett kiszállt a sorozatból, de kötelezték arra, hogy vendégszereplőként néha megjelenjen a későbbi epizódokban. Helyét a Jill húgát alakító Cheryl Ladd (Kris Munroe) foglalta el. Kate Jackson távozása után a harmadik angyal szerepét Shelley Hack (Tiffany Welles) játszotta, de az ő szereplése is véget ért egy szezon után, és helyébe Tanya Roberts (Julie Rogers) jött. Egyedül Jaclyn Smith maradt az elejétől a végéig a sorozatban és ő még a 2003-as filmváltozatban, a Charlie angyalai - Teljes gázzal címűben is rövid cameoszerepet kapott.
- Sztárvendégek is játszottak a sorozatban, többek között Diana Muldaur, Kim Basinger, Tom Selleck, Tommy Lee Jones, Robert Loggia, Ida Lupino, Dean Martin, Horst Buchholz, Jamie Lee Curtis, Ray Milland, Jonathan Frakes, Audrey Landers, Timothy Dalton, Kim Cattrall, Dirk Benedict és Barbara Stanwyck.
- 1988-ban felmerült a sorozat folytatásának ötlete. Próbafelvételekre az Egyesült Államokban széleskörű castingverseny alakult ki, a tévéfelvételek végül mégis elmaradtak. A négy győztes közül később csak Téa Leoni futott be Hollywoodban.
- 2000-ben Cameron Diaz, Drew Barrymore és Lucy Liu főszereplésével moziadaptáció is készült, aminek sikere 2003-ban folytatást is eredményezett Charlie angyalai: Teljes gázzal címmel.
- A 2006-os Emmy Awards gálán a három eredeti angyal Kate Jackson, Jaclyn Smith és Farrah Fawcett ismét együtt jelent meg a színpadon, hogy adózzon a nemrégiben elhunyt Aaron Spelling producer emlékének.
- 2011 márciusában újraforgatták a sorozatot Annie Ilonzeh, Minka Kelly, Rachael Taylor és Ramon Rodriguez főszereplésével. Augusztus 22-én indult a sugárzás, pontosan 35 évvel azután, hogy az eredeti sorozat az ABC-nél kijött. Ugyanakkor a forgatást négy epizód után leállították a nézettség hiánya és a negatív visszajelzések miatt.

## Crossover
A Las Vegas amerikai televíziós sorozat pilotepizódjában diplomázott Robert Urich mint Dan Tanna, ami egy úgynevezett Crossover a fikcióban, a sorozat szerencsejáték-epizódjában. Az áthallást az a tény adja, hogy Aaron Spelling volt a gyártója mindkét sorozatnak.
A Szerelemhajó című sorozat Kaland a Karib-tengeren című epizódjában, a Las Vegas televíziós sorozatból, hogy az angyal azonosítsa a műrablás fő gyanúsítottját, a Pacific Princesszen hajóútra megy. Mint vendégcsillagok jelentek meg Lauren Tewes, Fred Grandy, Bernie Kopell és Ted Lange a Szerelemhajóból.

## Epizódlista
| Évad | Évad | Epizódok | Eredeti sugárzás     | Eredeti sugárzás | Eredeti adó |
| Évad | Évad | Epizódok | Évadpremier          | Évadfinálé       | Eredeti adó |
| ---- | ---- | -------- | -------------------- | ---------------- | ----------- |
|      | 1    | 22       | 1976. szeptember 22. | 1977. május 4.   | ABC         |
|      | 2    | 26       | 1977. szeptember 14. | 1978. május 10.  | ABC         |
|      | 3    | 24       | 1978. szeptember 13. | 1979. május 16.  | ABC         |
|      | 4    | 26       | 1979. szeptember 12. | 1980. május 7.   | ABC         |
|      | 5    | 17       | 1980. november 30.   | 1981. június 24. | ABC         |

## Fordítás
Ez a szócikk részben vagy egészben  a   Drei Engel für Charlie című német Wikipédia-szócikk ezen változatának fordításán alapul.  Az eredeti cikk szerkesztőit annak laptörténete sorolja fel. Ez a jelzés csupán a megfogalmazás eredetét és a szerzői jogokat jelzi, nem szolgál a cikkben szereplő információk forrásmegjelöléseként.